# Rivanj
Rivanj est une île de la mer Adriatique située sur la côte de la Croatie dans l'archipel de Zadar.
Elle a une superficie de 4,4 km2 pour une longueur de côte de 10 km. Elle culmine à 112 m d'altitude. Le village éponyme situé sur l'île fait partie de la municipalité de Preko (Comitat de Zadar), sa population était de 31 habitants en 2011.